# Сан-Бернардіно (США)
Сан-Бернардіно (англ. San Bernardino) — місто (англ. city) на південному заході США, в окрузі Сан-Бернардіно штату Каліфорнія, на схід від Лос-Анджелеса. Населення — 222 101 особа (2020). На 2006-й рік Сан-Бернардіно було 18-м за величиною містом штату Каліфорнія, і 101-м за величиною містом США.. Сан-Бернардіно є частиною так званої «Внутрішньої імперії» (англ. Inland Empire) — території, на якій розташовані найстаріші міста штату — Ріверсайд, Сан-Бернардіно та Онтаріо, а також їх муніципальні території.

## Історія
Місто Сан-Бернардіно багато у чому зобов'язане своїм походженням долині Сан-Бернардіно, де воно розташоване. У долині розташовані джерела гарячої та холодної води, на що вказує формація гірської породи.

### Заснування міста переселенцями-мормонами
Місто Сан-Бернардіно — одне з найстаріших поселень у штаті Каліфорнія. Назване так на честь св. Бернардина Сієнського 20 травня 1810 р., Сан-Бернардіно не був густонаселеним містом до 1851 року, коли він вступив до Союзу штатів під час Громадянської війни у США. Першою англо-американською колонією було поселення переселенців разом з релігійною групою перших мормонів, які 1857 року поїхали під час Ютської війни. У тому ж 1857 році поселенню було офіційно присвоєно статус міста. Незабаром після цього Сан-Бернардіно стає важливим транспортно-торговим вузлом штату Каліфорнія.

### Виселення індіанців серрано
Місцеве населення регіону долини Сан-Бернардіно та навколишніх гір одразу було названо переселенцями-вихідцями з Іспанії серрано (ісп. serranos — горяни; живуть в горах). Серрано жили неподалік від місця, сьогодні званого Великим Ведмежим Озером, і називали себе тааґтам (taaqtam, «народ»), маренґаям (maarenga'yam, «люди з Меранґо»), югавіатам (yuhaviatam, «люди сосни»).
1866 року, для розчищення місця для переселенців та золотошукачів, воєнізовані з'єднання населення штату організували 32-денну кампанію по витісненню серрано з цих місць. Лідер племені Сантос Мануель повів своє плем'я з споконвічних земель проживання до підніжжя Сан-Бернардинського гір, в сільську зону. В 1891 уряд США заснувало в цій зоні племінну резервацію та навазла її на честь Сантоса Мануеля.

### 1883—2000
У 1883 була створена Південно-каліфорнійська залізниця — тоді основний спосіб зв'язку між Лос-Анджелесом та рештою світу. Друга світова війна принесла району військову авіабазу «Нортон». 1948 року брати Макдональд заснували фірму з виробництва фастфуду та назвали її на свою честь — McDonald's. 1980-о року трапилася велика пожежа під назвою the Panorama Fire, яка знищила 284 житлових будинки. Наприкінці XX століття, закрилася військова база Нортон, для того, щоб стати міжнародним аеропортом Сан-Бернардіно.

### XX століття
2 грудня 2015 року близько 10:59 за місцевим часом сталася стрілянина, у якій загинуло 14 та було поранено 22 людини. Напад стався перед Міжнародним днем інвалідів, який відзначаються щорічно 3 грудня.
Стрілянину влаштувала сімейна пара — Сайєд Різван Фарук і Ташфін Малік, яку поліція ліквідувала. Малік — колишня громадянка Пакистану, що в'їхала до США за «візою нареченої» і набула американське громадянство; за деякими даними, поклялася у Facebook у вірності ІД.

## Географія
Сан-Бернардіно розташований за координатами 34°8′21″ пн. ш. 117°17′43″ зх. д. / 34.13917° пн. ш. 117.29528° зх. д. (34.139261, -117.295317). За даними Бюро перепису населення США в 2010 році місто мало площу 154,48 км², з яких 153,33 км² — суходіл та 1,15 км² — водойми.
Місто Сан-Бернардіно розташоване у долині Сан-Бернардіно. У долині є джерела гарячої та холодної води, на що вказує формація гірської породи.

## Клімат
| Таблиця температурних коливань (середовищ. та рекорд.) |        |       |          |         |         |         |        |         |          |         |          |         |       |
| Місяць                                                 | січень | лютий | березень | квітень | травень | червень | липень | серпень | вересень | жовтень | листопад | грудень | рік   |
| Рекорд. °F                                             | 94     | 93    | 96       | 102     | 112     | 111     | 116    | 116     | 117      | 111     | 98       | 93      | 117   |
| Сер. °F                                                | 62     | 66    | 68       | 71      | 77      | 91      | 102    | 103     | 89       | 80      | 71       | 64      | 75    |
| Сер. низ. °F                                           | 34     | 35    | 41       | 46      | 50      | 53      | 60     | 60      | 57       | 50      | 42       | 37      | 46    |
| Рекорд. низ. °F                                        | 17     | 21    | 26       | 20      | 35      | 40      | 44     | 43      | 36       | 29      | 24       | 18      | 17    |
| precip (in)                                            | 3.5    | 3.7   | 3.28     | 0.93    | 0.41    | 0.09    | 0.04   | 0.22    | 0.41     | 0.71    | 1.20     | 1.94    | 16.43 |

## Демографія
Згідно з переписом 2010 року, у місті мешкали 209 924 особи в 59 283 домогосподарствах у складі 44 520 родин. Густота населення становила 1359 осіб/км². Було 65401 помешкання (423/км²).
Расовий склад населення:
| - 45,6 % — білих - 15,0 % — чорних або афроамериканців - 4,0 % — азіатів - 1,3 % — корінних американців - 0,4 % — вихідців з тихоокеанських островів - 28,5 % — осіб інших рас |

До двох чи більше рас належало 5,1 %. Частка іспаномовних становила 60,0 % від усіх жителів.
За віковим діапазоном населення розподілялося таким чином: 32,0 % — особи молодші 18 років, 60,1 % — особи у віці 18—64 років, 7,9 % — особи у віці 65 років та старші. Медіана віку мешканця становила 28,5 року. На 100 осіб жіночої статі у місті припадало 97,2 чоловіків; на 100 жінок у віці від 18 років та старших — 94,0 чоловіків також старших 18 років.
Середній дохід на одне домашнє господарство становив 48 875 доларів США (медіана — 37 047), а середній дохід на одну сім'ю — 50 857 доларів (медіана — 39 039). Медіана доходів становила 34 426 доларів для чоловіків та 32 133 долари для жінок. За межею бідності перебувало 33,4 % осіб, у тому числі 44,9 % дітей у віці до 18 років та 17,1 % осіб у віці 65 років та старших.
Цивільне працевлаштоване населення становило 73 795 осіб. Основні галузі зайнятості: освіта, охорона здоров'я та соціальна допомога — 22,2 %, роздрібна торгівля — 12,7 %, мистецтво, розваги та відпочинок — 10,1 %, виробництво — 9,3 %.

## Інфраструктура

### Дороги і шосе
Сан-Бернардіно має розвиненою структурою внутрішніх та зовнішніх доріг та шосе, включаючи в себе головні транспортні артерії, кілька приватних вулиць, трас державного значення та міжміських хайвею.
Основними вулицями є (з півночі на південь, із заходу) :Meridian Avenue, Mount Vernon Avenue, E Street, Arrowhead Avenue, Sierra Way, Waterman Avenue, Tippecanoe Avenue, Del Rosa Avenue, Sterling Avenue, Arden Avenue, Victoria Avenue, Palm Avenue, and Boulder Street; east west streets, from the north): Northpark Boulevard, Kendall Avenue, 40th Street, Marshall Boulevard, 30th Street, Highland Avenue, Base Line (Street), 9th Street, 5th Street, 2nd Street, Rialto Avenue, Mill Street, Orange Show Road, іHospitality Lane.
Державні хайвеї:
- California State Route 18 (Waterman Avenue)
- California State Route 66 (5th Street)
- California State Route 206 (Kendall Avenue)

Безкоштовні дороги:
- Interstate 10 (California) (San Bernardino Freeway)
- California State Route 210 (Foothill Freeway\\Martin A. Matich Freeway)
- Interstate 215 (California) (I-215)
- California State Route 259 (State Route 259)
- California State Route 330 (City Creek Freeway)

## Відомі люди
- Джин Гекмен (* 1930) — американський актор.
- Шейлін Вудлі (* 1991) — американська акторка.

## Міста-побратими
У міста є одинадцять міст-побратимів, згідно з даними організації Sister Cities International та адміністрації мера міста:
| - Коян, Південна Корея - Герцлія, Ізраїль - Іфе, Нігерія - Кігалі, Руанда - Мехікалі, Мексика - Рохас, Філіппіни | - Татікава, Японія - Тауранга, Нова Зеландія - Вільяермоса, Мексика - Юйшу, Китай - Заволжя, Нижньогородська область, Росія |